# Хохлов, Пётр Васильевич
Пётр Васильевич Хохлов (15 июля 1923, село Баклуши, Саратовская губерния — 12 сентября 1997, Москва) — разведчик-автоматчик 65-й Волновахской бригады 11-го танкового корпуса, участник Великой Отечественной войны, Герой Советского Союза.

## Биография
Родился 15 июля 1923 года в селе Баклуши (ныне — Аркадакского района Саратовской области).
С 1941 года в Красной Армии. Участник Великой Отечественной войны на Брянском, Южном и 1-м Белорусском фронтах.
14 января 1945 года началась Висло-Одерская операция. Подразделение Хохлова было одним из передовых в составе советской армии на данном направлении. Задачей разведчиков было нахождение дорог, бродов и расположений немецких укреплений. 18 января подразделение было на подходе к реке Джевичка. Хохлов первым нашёл брод через реку и разминировал его. Благодаря его действиям вся бригада без задержки переправилась на противоположный берег. 19 января разведчики вышли к реке Пилице. Хохлов нашёл брод через реку и вместе с остальными разведчиками охранял его до подхода основных сил.
Звание Героя Советского Союза с вручением ордена Ленина и медали «Золотая Звезда» присвоено 24 марта 1945 года «за отвагу и мужество, проявленные при разведке переправ через реки Джевичка и Пилица во время боёв по освобождению Польши».
Жил в Москве. Умер 12 сентября 1997 года.

## Память
- Мемориальная доска в память о Хохлове установлена Российским военно-историческим обществом на здании Баклушинской средней школы, где он учился.

## Награды
- Медаль Золотая Звезда;
- орден Ленина;
- орден Отечественной войны 1-й степени;
- орден Красной Звезды.